# Francesc Riera Bonet
Francesc Riera Bonet (Eivissa, 1942) és pintor eivissenc i professor de dibuix. Format a l'Escola d'Arts i Oficis d'Eivissa, on fou deixeble d'Ignacio Agudio Clará, Carloandrés i Antoni Pomar. Cursà a l'Escola Superior de Belles Arts de Sant Jordi.